# Uroševac
Ferizaj en albanais ou Uroševac en serbe (en Урошевац) est une ville et une commune (municipalité) du Kosovo. Elles font partie du district de Ferizaj/Uroševac. En 1991, la commune/municipalité comptait 65 033 habitants, dont une majorité d'Albanais. En 2009, la population de la commune/municipalité était estimée par l'OSCE à 170 000 habitants. Selon le recensement kosovar de 2011, la commune compte 108 690 habitants.
Ferizaj/Uroševac, situé à 40 km au sud de Pristina, est le chef-lieu du district de Ferizaj/Uroševac. Le camp Bondsteel, une base militaire construite (en 1999) et utilisée par les forces armées des États-Unis, est situé à proximité de la ville.

## Histoire
La commune de Ferizaj/Uroševac est une des communes les plus récentes du Kosovo, c’est pourquoi son économie s’est développée tardivement.
Un des facteurs les plus importants de la formation de la ville de Ferizaj/Uroševac et de son développement économique est la construction de la ligne de chemin de fer en 1873 et de la gare routière. Cela a été très utile pour le transport des passagers et de la marchandise et cela a beaucoup influé sur le changement de l’apparence de la ville.

La genèse de l’économie de la commune de Ferizaj débuta avec quelques activités principalement commerciales et artisanales. Dans les années 1900, la commune comptait 400 maisons dont 200 d’entre elles étaient des magasins. À part l’usine de carrelage, toutes les autres entreprises qui existent à Ferizaj ont été fondées après la 2e guerre mondiale. 

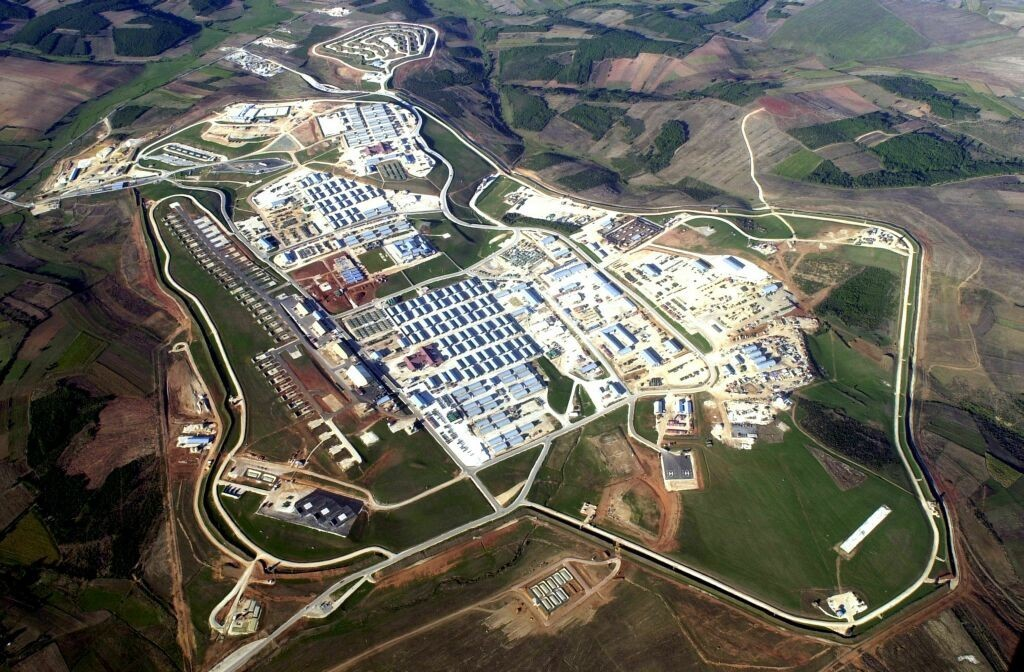
Le camp Bondsteel

## Localités

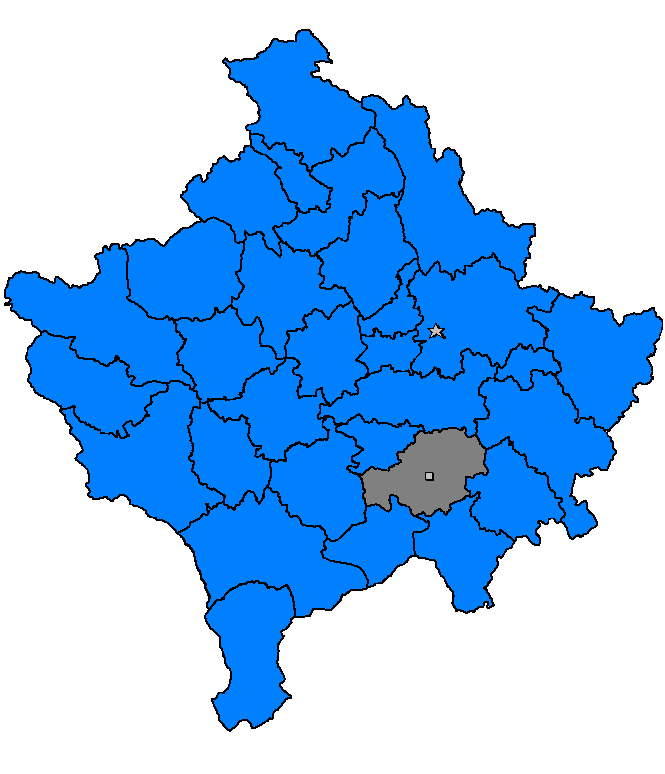
Localisation de la commune/municipalité de Ferizaj/Uroševac au Kosovo

La commune/municipalité de Ferizaj/Uroševac compte les localités suivantes :
| - Bablak/Babljak - Babush i Serbëve/Srpski Babuš - Balaj/Balić - Bibaj/Biba - Burrnik/Burnik - Cërnillë/Crnilo - Dardani - Doganaj/Doganjevo - Dramjak/Dramnjak - Ferizaj/Uroševac - Fshat i Vjetër/Staro Selo - Gaçkë/Gatnje - Gërlicë/Grlica - Greme/Grebno - Jezerc/Jezerce - Komogllavë/Kamena Glava - Kosharë/Košare | - Kosinë/Kosin - Lloshkobarë/Laškobare - Manastircë/Manastirce - Mirash/Novi Miraš - (Mirash)/Stari Miraš - Mirosalë/Mirosavlje - Muhoc/Muhovce - Nekodim - Nerodime e Epërme/Gornje Nerodimlje - (Nerodime e Epërme)/Stojković - Nerodime e Poshtme/Donje Nerodimlje - Papaz - Pleshinë/Plešina - Pojatë/Pojatište - Prelez i Jerlive/Jerli Prelez - Prelez i Muhaxherëve/Muhadžer Prelez | - Rahovicë/Rahovica - Rakaj/Raka - Sazli/Sazlija - Slivovë/Slivovo - Softaj/Softović - Sojevë/Sojevo - Surçinë/Svrčina - Talinoc i Jerlive/Jerli Talinovac - Talinoc i Muhaxherëve/Muhadžer Talinovac - Tërn/Trn - Varosh/Varoš Selo - Zaskok - Zllatar/Zlatare |

## Démographie

### Ville

#### Évolution historique de la population dans la ville
| 1948 | 1953 | 1961 | 1971 | 1981   | 1999   | 2008    |
| ---- | ---- | ---- | ---- | ------ | ------ | ------- |
| -    | -    | -    | -    | 37 659 | 76 160 | 105 788 |

### Commune/Municipalité

#### Répartition de la population par nationalités
| Répartition de la population                                                        |          |      |        |     |              |     |                   |     |         |
| Année/Population                                                                    | Albanais | %    | Serbes | %   | Ashkali/Roms | %   | Gorans/Bosniaques | %   | Total   |
| 1991 (recensement)*                                                                 | 81 737   | 85,9 | 8 191  | 8,6 | 2 081        | 2,2 |                   |     | 95 156  |
| Octobre 1999                                                                        | 92 267   | 95,1 | 26     | 0,0 | 4 700        | 4,8 |                   |     | 96 967  |
| Estimation courante                                                                 | 160 000  | 98,4 | 147    | 0,1 | 3 594        | 1,3 | 248               | 0,2 | 163 842 |
| Le recensement de 1991, très politisé, n'est pas considéré comme fiable. Ref : OSCE |          |      |        |     |              |     |                   |     |         |

En septembre 2009, la population de la commune/municipalité était estimée à 160 000 habitants, dont la plupart sont des Albanais ; on y comptait aussi 3 762 Ashkali, 265 Roms, 230 Gorans, 70 Bosniaques, 63 Serbes du Kosovo, 50 Égyptiens du Kosovo et 40 Turcs du Kosovo. En 2010, la population de la ville intra muros était estimée à 105 788 habitants.

## Religions
90 % de musulmans et 10 % de chrétiens

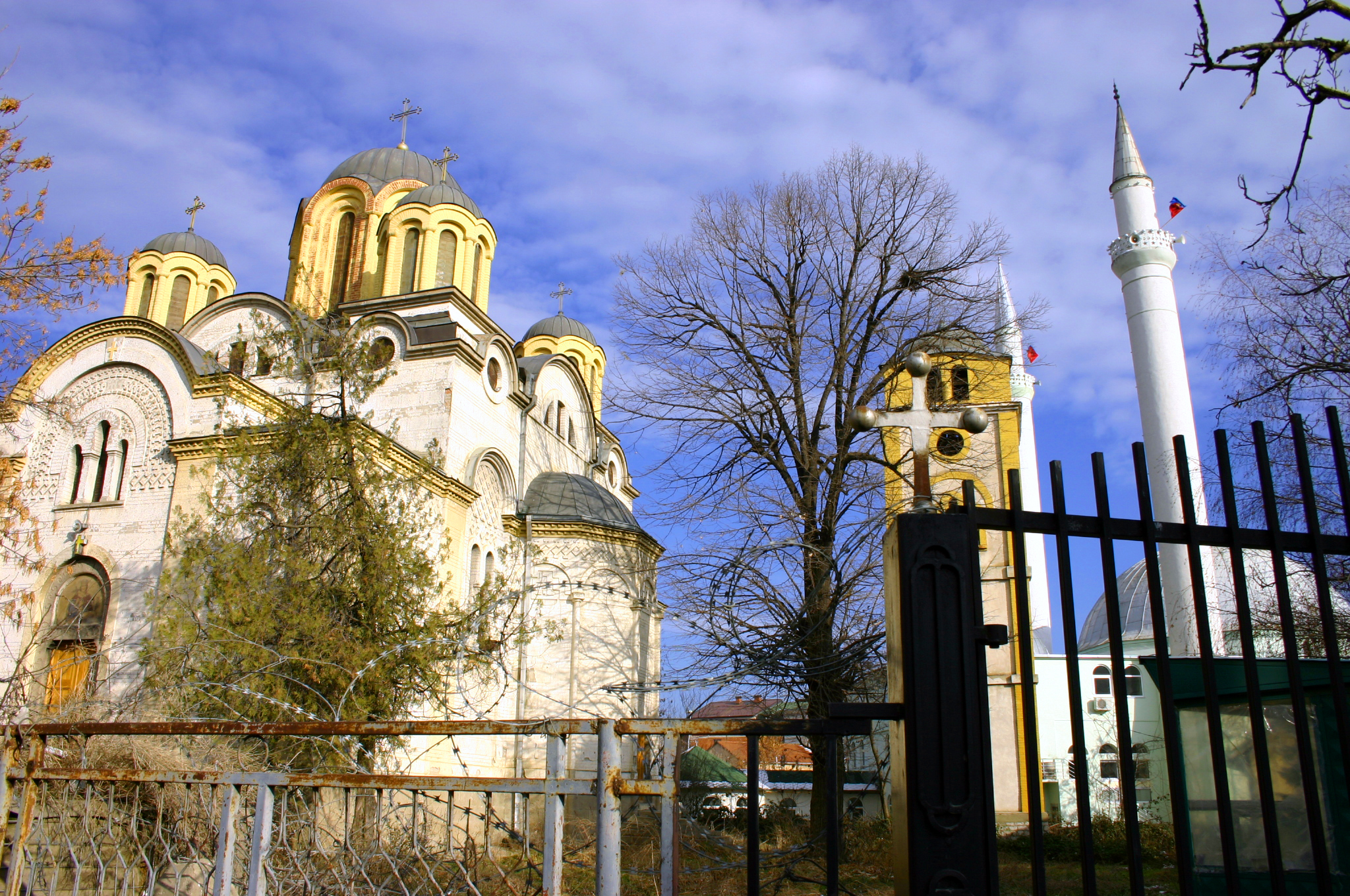
Église et mosquée

## Politique
L'assemblée de Ferizaj/Uroševac compte 41 membres, qui, en 2007, se répartissaient de la manière suivante :
| Parti                                       | Sièges |
| ------------------------------------------- | ------ |
| Parti démocratique du Kosovo (PDK)          | 15     |
| Ligue démocratique de Dardanie (LDD)        | 9      |
| Alliance pour un nouveau Kosovo (AKR)       | 6      |
| Ligue démocratique du Kosovo (LDK)          | 6      |
| Alliance pour le futur du Kosovo (AAK)      | 1      |
| Parti démocratique ashkali du Kosovo (PDAK) | 1      |
| Parti de la justice (PD)                    | 1      |
| Parti réformiste (ORA)                      | 1      |
| Indépendant                                 | 1      |

Agim Aliu, membre du PDK, a été élu maire de la commune/municipalité.

## Sports
Ferizaj/Uroševac possède de nombreux clubs sportifs tels que: KF Ferizaj (football), KF Vullnetari UÇK-së (Football), KF Tefik Çanga (Football), KF Vizioni (Football), KB Kastrioti (Basket-ball), AKPA Te Luzha (Volley-ball). Certains club sportifs comme KF Ferizaj (Football) et KH Kastrioti (Football), AKPA Te Luzha (Volley-ball), KF Vizioni (Football) joue au plus haut niveau national du Kosovo.
Le Palais des Sports fut nommé d'après l'ancien président américain: Bill Clinton. Le plus grand stade de Ferizaj à 7 500 places il s'appelle Stade Ismet Shabani.
Clubs de la municipalité de Ferizaj sont les suivants :
- KF Ferizaj Football
- KH Kastrioti Handball
- KF Vullnetari UÇK-së Football
- KB Kastrioti Basket-ball
- KF Tefik Çanga Football
- KF Vizioni Football
- AKPA Te Luzha Volley-ball
- Luboteni Volley-ball
- Ferizaj Volley-ball
- KXH Kastrioti Xhudo

## Tourisme
Sites archéologiques

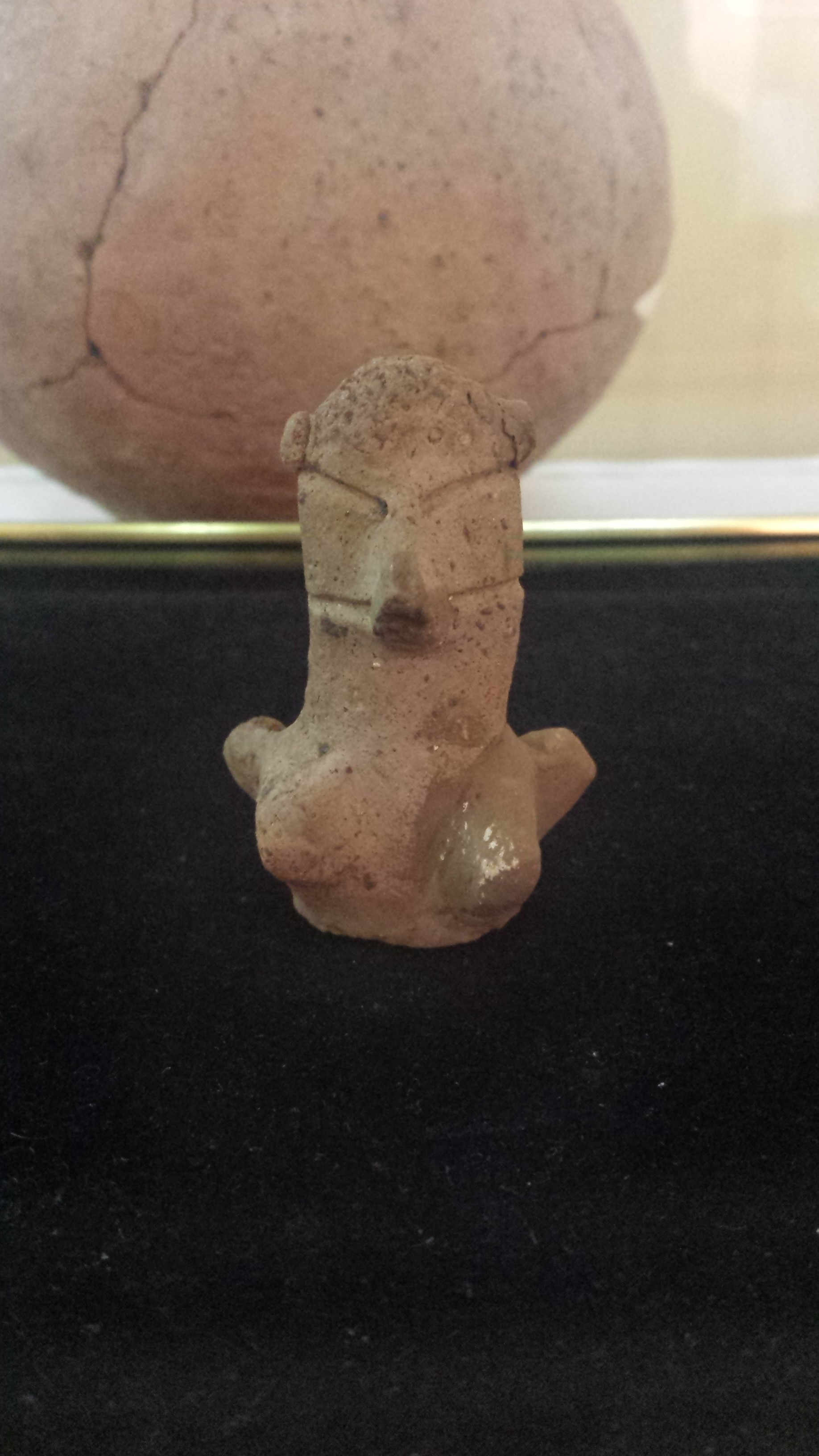
La déesse de Varosh/Varoš Selo

- le site de Varosh/Varoš Selo (Néolithique)[5]
- le site de Gogin Vir à Babush i Serbëve/Srpski Babuš (Préhistoire)[6]
- les tumuli illyriens de Gërlicë/Grlica (VIIe-Ve siècle av. J.-C.)[7]
- le site de Tuma-Kamena à Zaskok/Zaskok (Période romaine ; VIe-VIIIe siècles)[8]
- l'église paléochrétienne de Nekodim/Nekodim (IVe-VIe siècles)[5]
- le site archéologique de Kaljaja à Burrnik/Burnik (?)[9]
- les ruines de la forteresse de Surçinë/Svrčina (Moyen Âge)[10]

Monuments culturels

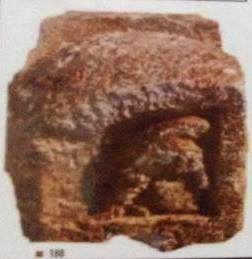
Un sarcophage du site de Nekodim/Nekodim

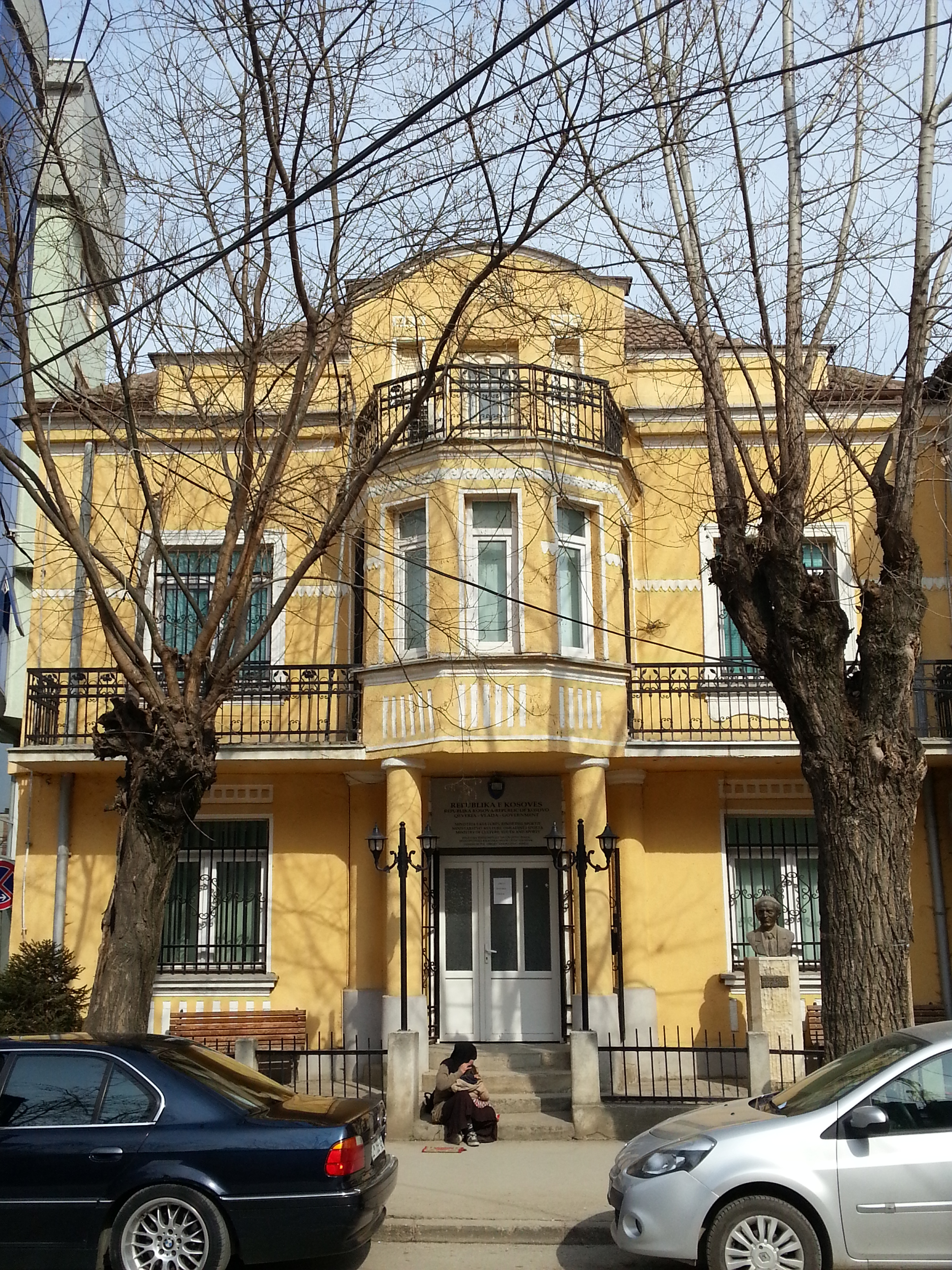
La bibliothèque Anton Qeta à Ferizaj/Uroševac

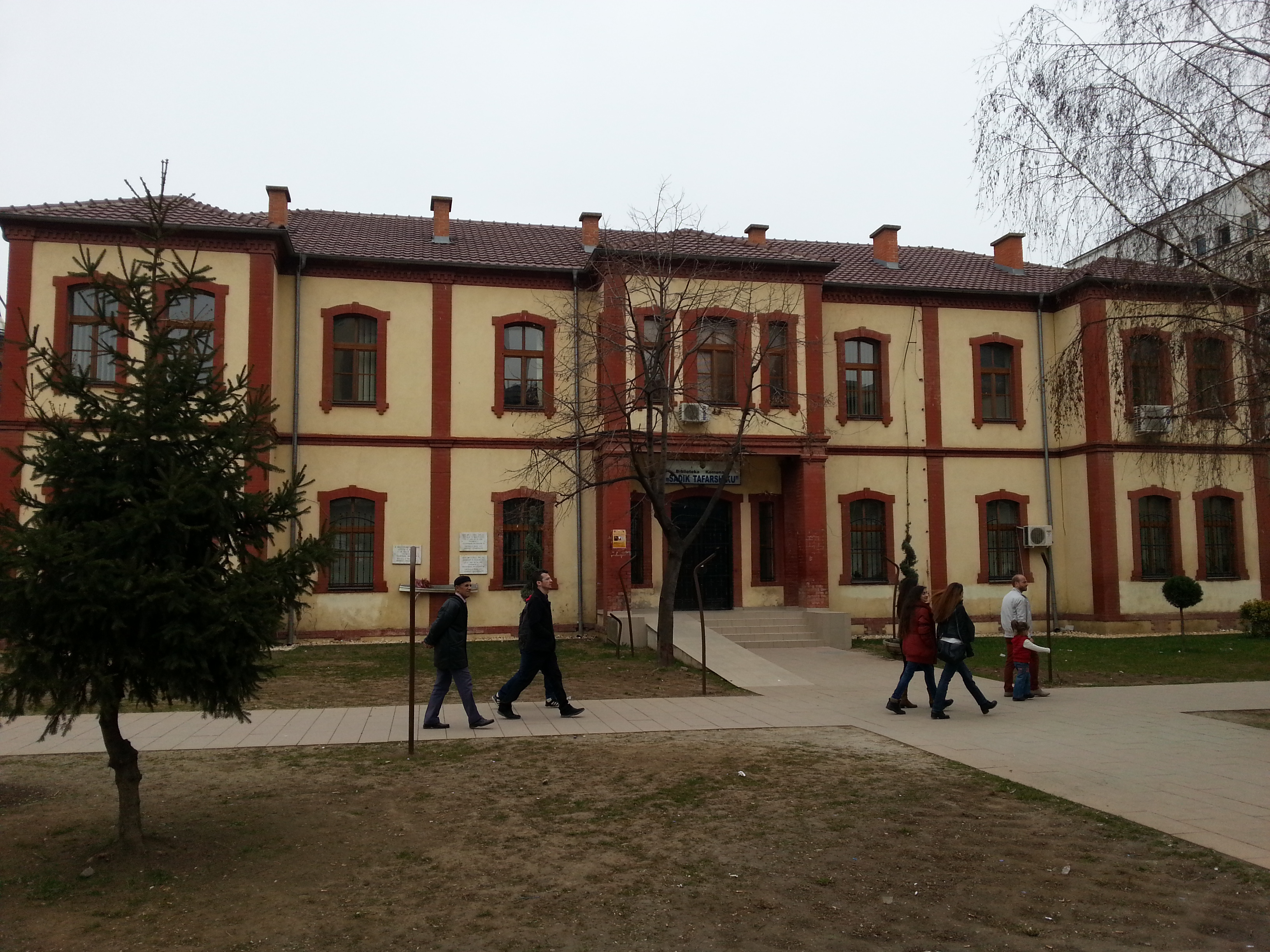
La bibliothèque Sadik Tafarshiku à Ferizaj/Uroševac

- les ruines d'une basilique byzantine à Nerodime/Nerodimlje (VIe siècle)[11]
- le monastère Saint-Uroš avec l'église de l'Assomption à Nerodime/Nerodimlje (1375-1400)[12]
- l'église des Saints-Archanges de Nerodime/Nerodimlje (XIVe siècle ; XVIIIe siècle)[13]
- Les forteresses de Veliki Petrič et Mali Petrič ont été construites au XIVe siècle et se trouvent sur le territoire des villages de Nerodime e Epërme/Gornje Nerodimlje et Nerodime e Poshtme/Donje Nerodimlje ; après la victoire de Stefan Dušan (roi de 1331 à 1346 ; empereur de 1346 à 1355) lors de la bataille de Nerodimlje en 1331, son adversaire Stefan Dečanski (1322-1331) se réfugia dans la forteresse de Veliki ou de Mali Patrič mais, assiégé, il fut contraint de se rendre ; ces deux forteresses sont inscrites sur la liste des monuments culturels d'importance exceptionnelle de la république de Serbie[14].
- l'église Saint-Uroš de Ferizaj/Uroševac (XVIIIe-XIXe siècles ; 1933)[15]
- la maison de Gaša Milojević à Bibaj/Biba (XXe siècle)[16]
- l'ensemble de Grbol (1942)[17]
- l'église et le hameau de Grbole à Softaj/Softović (1942-1943)[18]
- la maison de Milan Zečar à Retkocer (1942-1943)[19]
- la bibliothèque Anton Qeta à Ferizaj/Uroševac
- la bibliothèque Sadik Tafarshiku à Ferizaj/Uroševac
- le théâtre de Ferizaj/Uroševac
- l'école Jeronim De Rada à Ferizaj/Uroševac

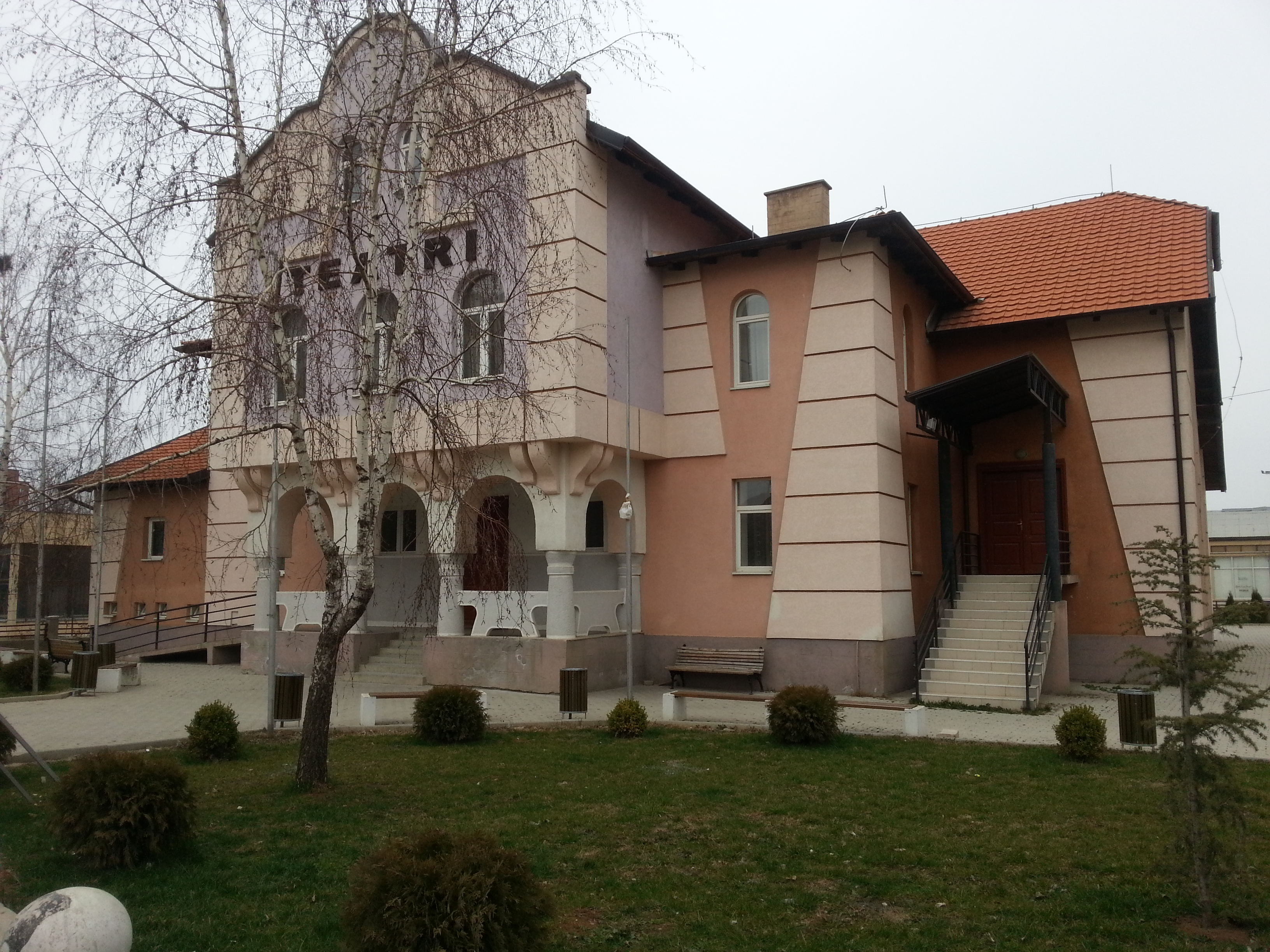
Le théâtre de Ferizaj/Uroševac
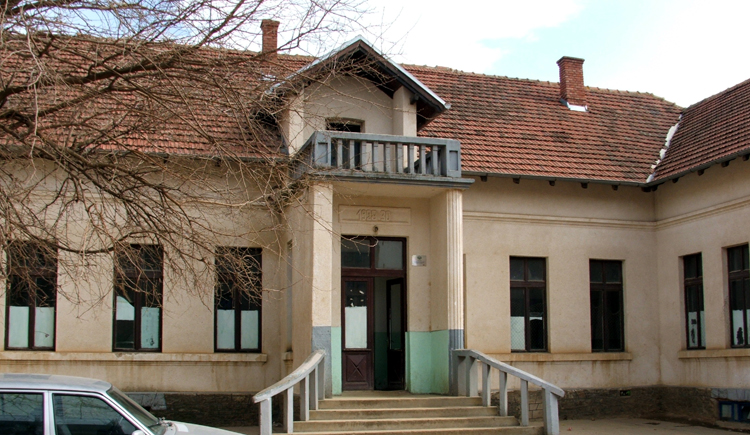
L'école Jeronim De Rada à Ferizaj/Uroševac

## Personnalités liées à la ville
- Driton Selmani (1987-), artiste visuel kosovar ;
- Lucjan Avgustini, prélat
- Ljuba Tadić, acteur
- Agim Sopi, réalisateur